# Song Xiaobo
Song Xiaobo (chiń. upr. 宋晓波; chiń. trad. 宋曉波; pinyin Sòng Xiǎobō; ur. 8 września 1958 w Pekinie) – chińska koszykarka, występująca na pozycji niskiej skrzydłowej, reprezentantka kraju, multimedalistka międzynarodowych imprez koszykarskich, po zakończeniu kariery zawodniczej trenerka koszykarska.
Jej ojciec i matka byli także koszykarzami.
W 1996 po powrocie do Chin otworzyła w kilku miastach (między innymi w Pekinie, Tangshan, Xi’an) własną sieć klubów koszykarskich – Song Xiaobo Basketball Club.
W 2018 z zaproszenia Yao Minga została dyrektorem do spraw młodzieży w Chinese Basketball Association.

## Osiągnięcia
Na podstawie, o ile nie zaznaczono inaczej.

### Drużynowe
- Mistrzyni Chin (1975, 1979, 1983)

### Indywidualne
- Laureatka nagrody National New Long March Commando (1984)
- Zaliczona do grona 50. najlepszych chińskich koszykarek w historii (1999)

### Reprezentacja
- Mistrzyni igrzysk azjatyckich (1982)
- Wicemistrzyni igrzysk azjatyckich (1978)[3]
- Brązowa medalistka:
  - olimpijska (1984)[4][5]
  - mistrzostw świata (1983)[6]
  - kwalifikacji olimpijskich (1984 – 1. miejsce)[7]
- Zaliczona do I składu mistrzostw świata (1983)